# 臺中市私立大明高級中學
永誠學校財團法人臺中市大明高級中等學校（簡稱大明高中）是一所位於臺中市大里區與潭子區的私立普通型高級中等學校，並附設國中部與高職部；設有大里主校區與潭子藝術校區等兩校區。

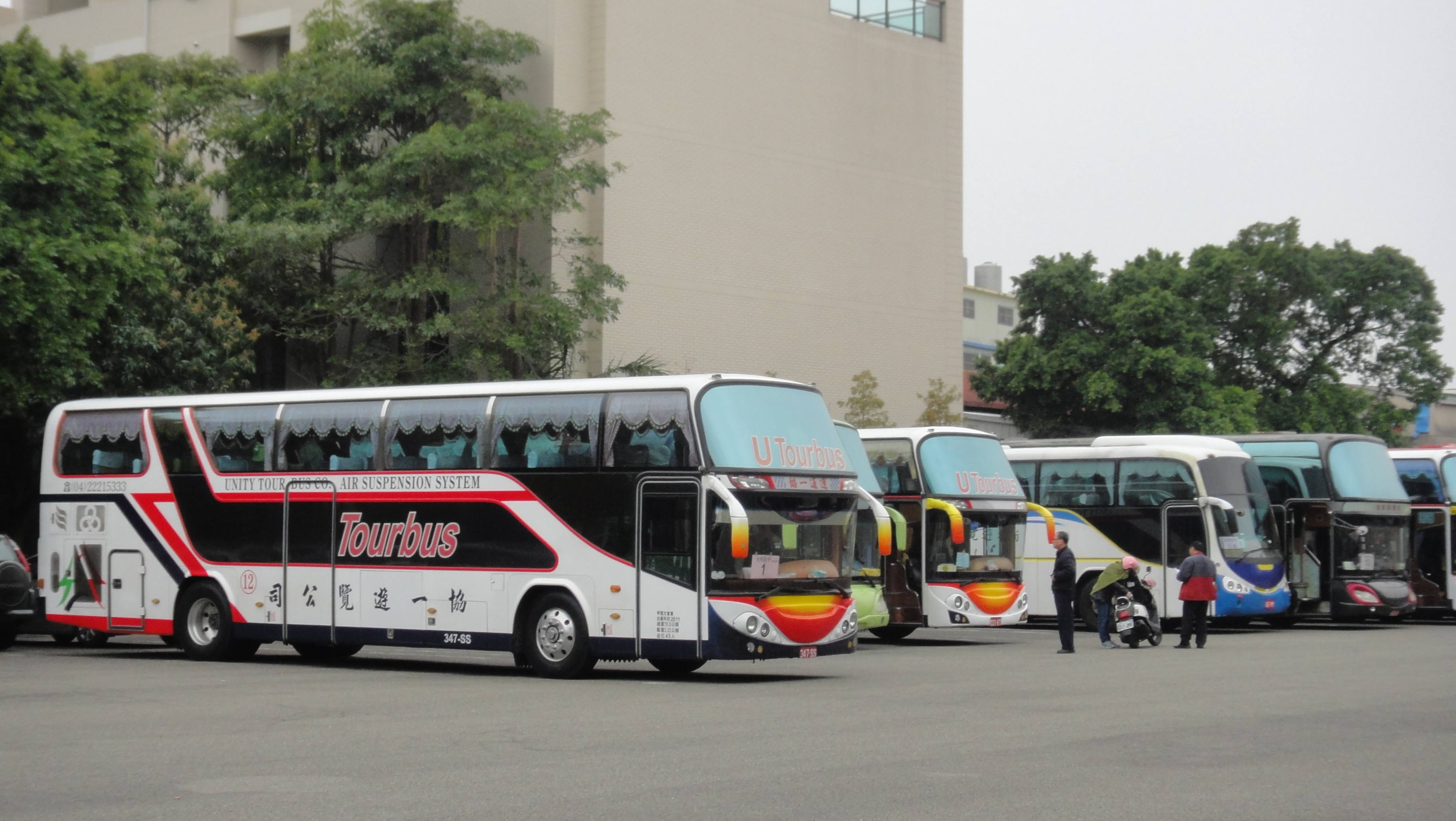
大明高中校車場

## 校史
- 1964年，創設，校名為「臺中縣大明初級中學」。
- 1968年，校名改為「臺中縣私立大明中學」。
- 1970年，附設補習學校。
- 1973年，增設工商科。
- 1979年，改制為「臺中縣私立大明高級中學」。
- 1982年，改制為「臺中縣私立大明高級工商職業學校」。
- 1990年，奉准設置美術實驗班，更名為「臺中縣私立大明高級中學」，日間部職業類科九科、進修學校七科。
- 1992年，奉准設立國中部。
- 1993年，開始招收高中普通科。
- 1997年，奉准試辦綜合高中。
- 2000年，中天樓重建。
- 2009年，綜合高中專門學程全面改制為職業類科。
- 2010年，配合臺中縣市合併，校名更名為「臺中市私立大明高級中學」
- 2012年，於潭子區設立潭子藝術校區，預計2016年起開始招生。
- 2016年，潭子藝術校區開幕，核定招收廣告設計科、美工科、多媒體動畫科等三科。同年停止招收所有進修部新生
- 2018年，停招應用外語科英文組，資料處理科更名為電子商務科。
- 2021年，配合教育部推展私立學校財團法人化,全校更名全銜為「永誠學校財團法人臺中市大明高級中等學校」
- 2022年，停招資訊科、汽車科、實用技能班，維持現行，國高中部、與職業類共5科「餐飲管理科」「觀光事業科」「廣告設計科」「美工科」「多媒體動畫科」
- 11月22日榮獲111年第9屆教育部藝術教育貢獻獎-績優學校獎高中組
- 2023年，為強調學校群科特色及永續發展,預計112學年度停招「餐飲管理科」與「觀光事業科」，僅保留國高中部、與職業類科共3科「美工科」「廣告設計科」「多媒體動畫科」。未來學校將朝專門藝術高中做為經營定位方向。
- 2025年，自114學年度起，因校務發展因素，全校遷移至潭子校區。

## 歷任校長
| 任期 | 姓名   | 任職日期   | 離職日期   |
| ---- | ------ | ---------- | ---------- |
| 1    | 盧精華 | 1964年8月  | 1977年12月 |
| 2    | 盧聲華 | 1978年1月  | 1998年9月  |
| 3    | 盧精華 | 1998年10月 | 1999年7月  |
| 4    | 陳時宗 | 1999年8月  | 2003年7月  |
| 5    | 劉慶生 | 2003年8月  | 2011年7月  |
| 6    | 宋一芬 | 2011年8月  | 2019年7月  |
| 7    | 吳原榮 | 2019年8月  | 2023年7月  |
| 8    | 郭喬雯 | 2023年8月  | 代理       |
| 8    | 陳鵬松 | 2024年2月  | 現任       |

## 校舍
-大里校區-
- 勤學樓
- 希陽樓
- 中天樓
- 停車場
- 體育場
- 警衛室
- 餐飲科中西餐實習教室
- 水電科水配工廠
- 汽車科實習工廠

-潭子校區-
- 教學大樓
- 金工教室
- 繪畫教室
- 木工教室
- 西畫教室
- 陶藝教室
- 小禮堂
- 室內體育場
- 草地運動場

## 科別介紹
- 國中部
- 高中部
- 廣告設計科
- 美工科
- 多媒體動畫科

## 外部連結
- 臺中市大明高級中學 （页面存档备份，存于）
- 大明高中-FaceBook官方粉絲團